# Patinatge sobre rodes
El patinatge sobre rodes consisteix a desplaçar-se sobre un terreny diferent del gel, mitjançant la utilització de patins sobre rodes. És, tant una forma d'entreteniment, com un esport amb diverses modalitats, així com una forma de transport.
Els patins poden ser de dues varietats diferents: el patí tradicional (quad) i el patí en línia. És un tipus de patí emprat per lliscar sobre una superfície el més dura, plana i llisa possible gràcies al rodament de les rodes. Pot acoblar-se al calçat o formar part d'una bota que ho porta incorporat a la seva base. Existeixen dos tipus bàsics, el patí tradicional, en el qual les rodes es distribueixen en grups de dos; i el patí en línia, en el qual les rodes se situen unes darrere d'altres en línia recta. També existeixen experiments amb patins d'una roda i altres variants.

## Història

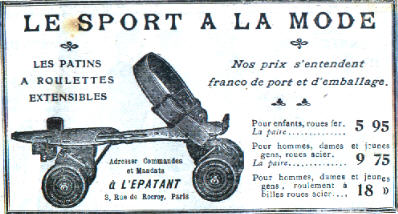
Anunci a inicis del d'uns patins.

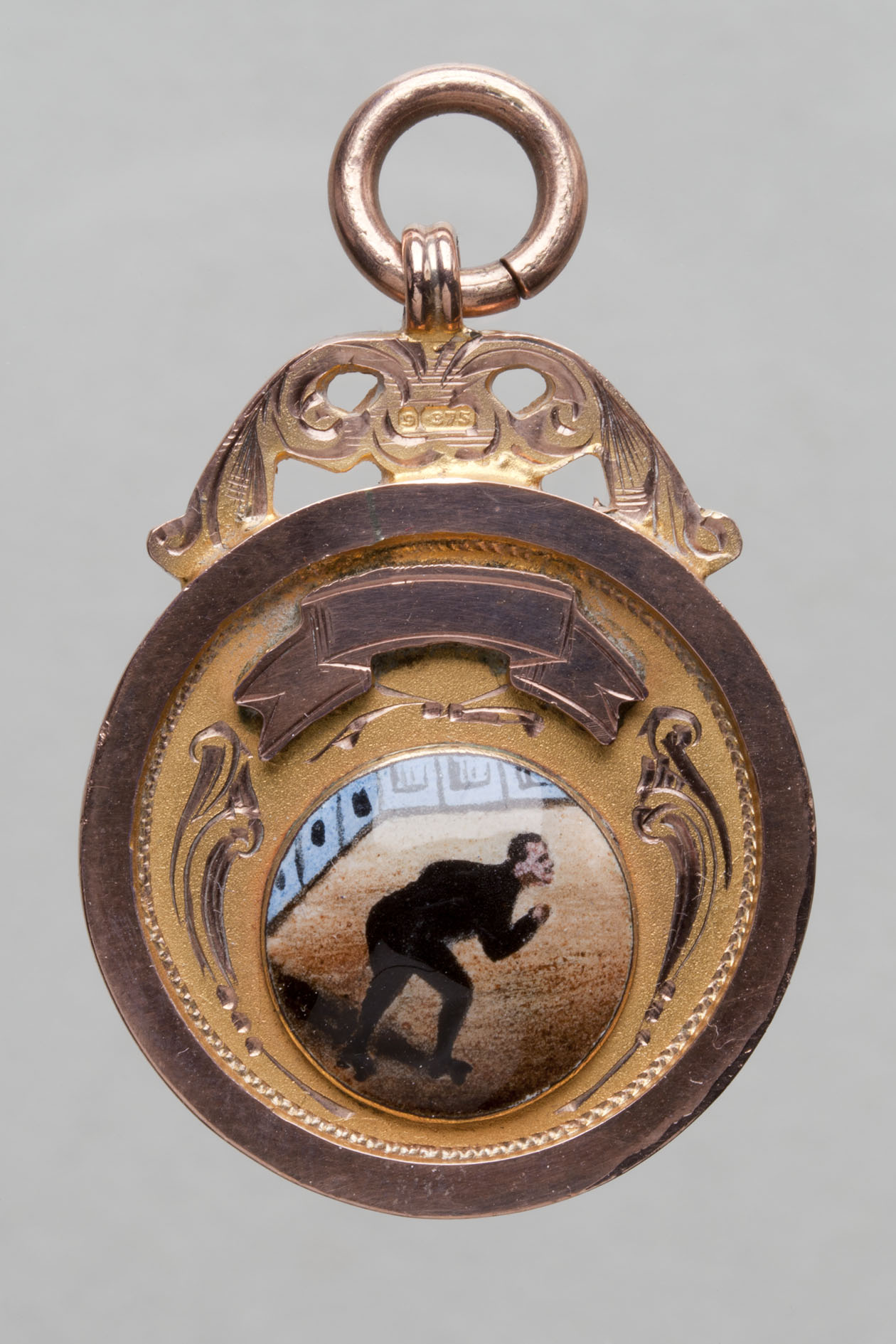
Medalla atorgada a Robert Bruce el 1931 pel seu rècord mundial amateur de patinatge sobre rodes sense parar al Music Hall de Aberdeen. El seu temps va ser de 61 hores i 36 minuts.

La primera utilització registrada d'uns patins sobre rodes fou en una actuació a Londres el 1743. L'inventor d'aquest patí s'ha perdut a la història. El primer inventor de patins conegut fou John-Joseph Merlin, qui dissenyà un primitiu patí en línia amb rodes de metall l'any 1760. El primer disseny patentat d'un patí fou realitzat per M. Petitbled, a França el 1819. Aquests primers patins, similars als actuals patins en línia, eren molt rudimentaris i tenien poca mobilitat, amb excepció del moviment en línia recta. Limitat a un accessori d'actuació ocasional en aquell moment, el patinatge sobre rodes no tindria un ús generalitzat fins a la dècada del 1840.:7–9
Les cambreres d'una cerveseria de la dècada de 1840 a Berlín feien servir patins per atendre els clients. El ballet i l'òpera de finals de la dècada de 1840, com Le prophète, incloïen patinatge sobre rodes. Això va ajudar que el patinatge sobre rodes fos popular per primera vegada, a l'Europa del 1850. Les millores tecnològiques també van ajudar, com les rodes de goma el 1859. El patí de quatre rodes disposades en parells de dos en dos, fou dissenyat per primer cop el 1863:9–13 a Nova York per James Leonard Plimpton. La primera pista pública de patinatge va ser oberta el 1866 a Newport, Rhode Island, amb el suport de Plimpton. L'èxit d'aquest patí fou indubtable i dominà la indústria del patí durant més d'un segle. Millores a les rodes foren patentades per William Bown a Birmingham, Anglaterra el 1876 i per Joseph Henry Hughes el 1877.
El patinatge sobre rodes va tenir una gran popularitat entre 1880 i 1910; Els patins es van produir en massa i el patinatge en pistes es va fer popular entre el públic en general a Europa, Amèrica del Nord i del Sud, i Austràlia.:25 En aquest període van aparèixer tipus especialitzats de patinatge sobre rodes, com ara el patinatge artístic i el patinatge de velocitat.
El 1884 Levant M. Richardson va rebre una patent per l'ús d'acer per a la zona de les rodes per tal que es produís menys fregament, i augmentar-ne la velocitat. El 1898, Richardson creà la Richardson Ball Bearing and Skate Company, per la fabricació de patins. El disseny del patí restà pràcticament sense canvis des d'aleshores.
Després d'una disminució de la popularitat, el patinatge sobre rodes es va tornar a generalitzar entre els anys 1930 i 1950. Aquesta era es coneix com l'edat d'or del patinatge sobre rodes. Moltes pistes de patinatge que oferien música d'òrgan elèctric es van construir a tot els Estats Units durant aquest període.:89–91
L'any 1979 Scott Olson i Brennan Olson de Minneapolis, Minnesota van veure com uns patins en línia creats als anys 1960 per la companyia Chicago Roller Skate Company tenien grans possibilitats per a ser usats per a l'entrenament d'hoquei sobre gel, amb un redisseny apropiat i usant materials moderns. Anys més tard crearen l'empresa Rollerblade, Inc. Durant els anys 80 i 90 aquests patins foren un notable èxit, arribant a ser, fins i tot més populars que els tradicionals quads.
El patinatge sobre rodes va disminuir en popularitat a principis del segle xxi, però va tornar a ser més popular durant la Pandèmia de COVID-19.

## Esports basats en el patinatge sobre rodes
- Hoquei sobre patins: esport d'equip sobre patins tradicionals (quad) que té com a objectiu impulsar una pilota a l'interior de la porteria contrària mitjançant la utilització d'un estic. Acostuma a rebre diverses denominacions en funció del país com ara: Quad Hockey, Hóquei em Patins (PT), Rolhockey (NL), International Style Ball hockey, Rink Hockey (FR), Hockey Su Pista (IT), Hockey sobre Patines (ES), Rulleskøjtehockey (DA), Rullbandy (S), Rulluisuhoki (ET) o Hardball hockey (US). Fou esport de demostració als Jocs Olímpics de Barcelona 1992.
- Hoquei sobre patins en línia: versió de l'hoquei patins tradicional, però on s'usa un patí en línia. Sol ser més ràpid que la versió amb patins tradicionals, fet que fa que tingui més similituds amb l'hoquei sobre gel.
- Patinatge artístic sobre rodes: esport que es practica en categoria individual o en grups que consisteix a realitzar girs, salts i altres moviments sobre patins de tipus quad de forma artística i rítmica, sovint amb música. Existeixen diverses modalitats i disciplines com ara les figures, la dansa, l'estil lliure, els grups de precisió o els grups xou.

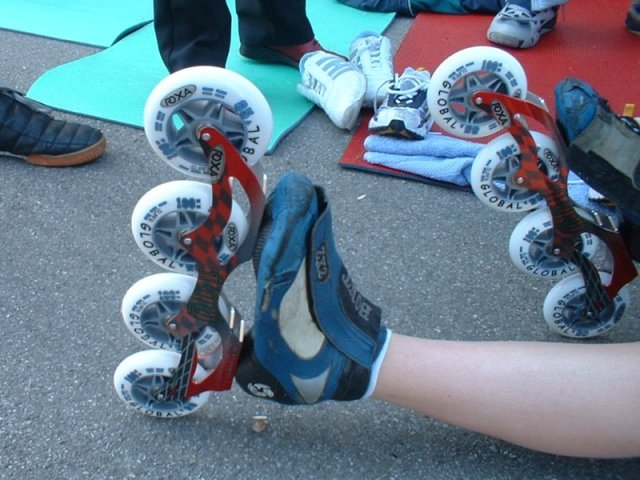
Patins en línia per al patinatge de velocitat

- Patinatge de velocitat sobre patins en línia: el patinatge de velocitat sobre patins sol utilitzar els patins en línia, consistents en 4 o 5 rodes, alineades en una mateixa filera. Es fan curses en un circuit amb l'objectiu de realitzar el menor temps possible.

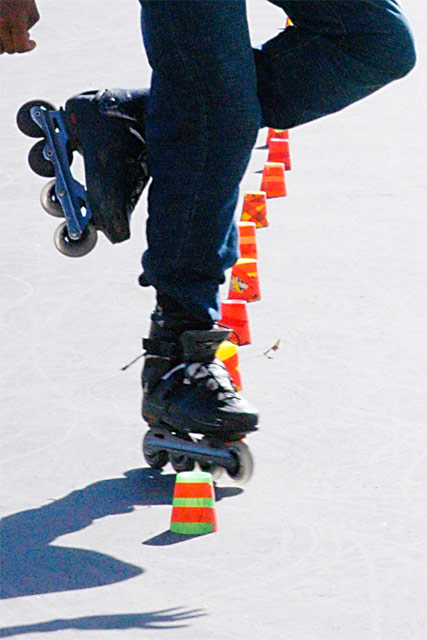
Patinatge eslàlom

- Patinatge eslàlom: Existeixen dues modalitats d'aquest esport, l'eslàlom estil lliure i l'eslàlom de velocitat. En ambdues es tracta de patinar navegant arran una sèrie de cons o obstacles situats al terra de forma similar a com es fa en el món de l'esquí.
- Patinatge agressiu (o extrem): és una modalitat de patinatge que ha evolucionat des de finals dels anys 80 i que consisteix a fer acrobàcies amb patins en línia, generalment utilitzant algun obstacle, ja sigui del mobiliari urbà (rampes, baranes, voreres…) o en uns recintes especials anomenats half-pipes (estructures artificials en forma de U). En funció de si es tracta del primer o del segon, aquesta modalitat de patinatge rep la denominació street (al carrer) o vert (en half-pipe).

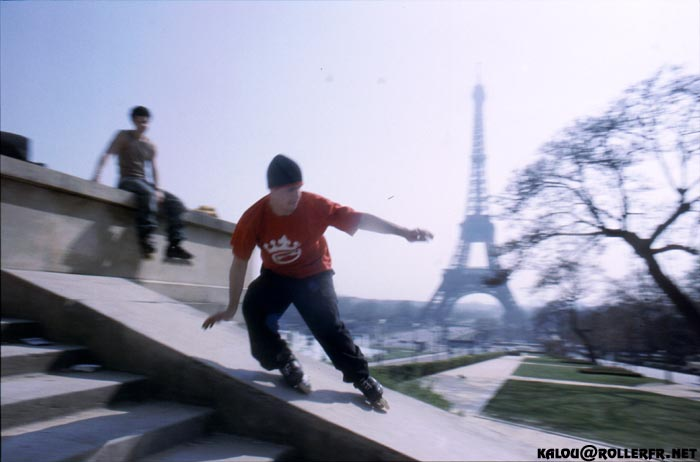
Patinatge lliure

- Patinatge lliure: també anomenat patinatge urbà, és una variant del patinatge agressiu que consisteix a anar d'un punt A a un punt B de la manera més ràpida possible esquivant tota mena d'obstacles.